# Северо-Корейские горы
Северо-Корейские горы — горная система на севере КНДР, юго-восточная часть Маньчжуро-Корейских гор. На севере ограничены долинами рек Ялуцзян и Тумыньцзян, на юге переходят в Восточно-Корейские горы. Длина гор достигает около 600 км, ширина — до 200 км. Преобладающие высоты составляют 1300—1500 м, максимальная — 2540 м (гора Кванмобон).
Северо-Корейские горы представляют собой сложную систему среднегорных и низкогорных хребтов, сложенных преимущественно гранитами, гнейсами и кварцитами. Склоны хребтов, обращённые к Японскому морю, а также к долинам рек Ялуцзян и Тумыньцзян глубоко изрезаны ущельями рек, обладающих значительными запасами гидроэнергии.
В горах имеются месторождения железных и полиметаллических руд. На склонах до высоты 1500 м преобладают широколиственные, выше — смешанные и хвойные леса; выше 2000 м — участки кедрового стланика и травянистой растительности.